# Востряково (Домодедово)

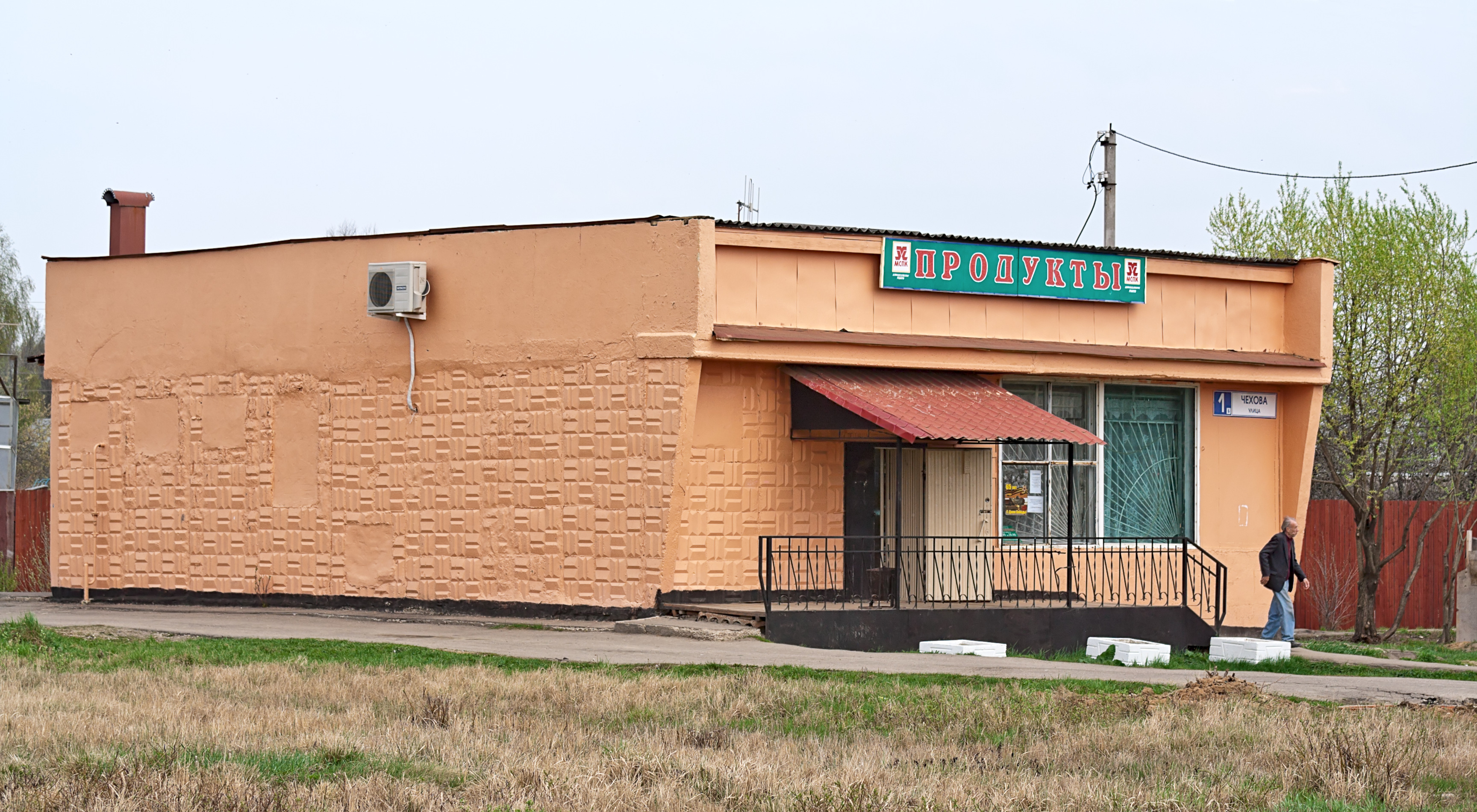
Продовольственный магазин на улице Чехова в Востряково

Востряково — микрорайон города Домодедово Московской области, до 2005 года — посёлок городского типа Домодедовского района.

## История
Возникновение посёлка связано со строительством здесь железнодорожной станции Востряково в 1900 году. Названа по фамилии русского предпринимателя Дмитрия Родионовича Вострякова, который и предоставил ссуду на строительство железной дороги и станции.
В пристанционных домах и на «Старых дачах» в 1926 году проживало около 50 человек. Посёлок стал активно застраиваться в 1938—1941 годах. В 1940 году в поселке насчитывалось 95 домов. В 1959 году в укрупнённом посёлке Востряково проживало 11,2 тыс. человек. В 1966 году Востряково получил статус посёлка городского типа.
25 февраля 1988 года V сессией XX созыва Востряковского поселкового Совета народных депутатов Домодедовского района Московской области был утверждён герб посёлка Востряково.
19 июля 2004 года постановлением Губернатора Московской области пгт (рабочий посёлок) Востряково был упразднён и присоединён к городу Домодедово в качестве его микрорайона.

## Известные уроженцы
Митрополит Арсений — митрополит Липецкий и Задонский.

## Население
| 1959   | 1970    | 1979    | 1989    | 2002    |
| ------ | ------- | ------- | ------- | ------- |
| 11 200 | ↗18 575 | ↗20 416 | ↗20 954 | ↘16 646 |